# Оранжева брезовка
Оранжевата брезовка (Leccinum aurantiacum) е вид ядлива базидиева гъба от род Брезовки (Leccinum).

## Описание
Гъбата има шапка с диаметър до 20 cm, червено-оранжева, червена, ръждивочервена до кафеникавочервена на цвят. Кожицата е фино мъхеста, като на Слънце изглежда леко лъскава, а при влага е слабо слизеста. Пънчето е цилиндрично или бухалковидно, бяло до белезникаво на цвят, покрито с едри, белезникави или кафяви гранулки и люспици. Месото ѝ е отначало твърдо и плътно, а после меко, бяло или белезникаво, като при излагане на въздух бързо става от розово на сиво-виолетово до почти черно. Има приятен вкус и ненатрапчив мирис и е подходяща за консумация в прясно състояние, сушена или консервирана.

## Местообитание
Среща се през юни – октомври в широколистни и смесени гори, развива се в микориза с различни широколистни дървета.